# Clavelina polycitorella
Clavelina polycitorella är en sjöpungsart som först beskrevs av Takasi Tokioka 1954.  Clavelina polycitorella ingår i släktet Clavelina och familjen klungsjöpungar. Inga underarter finns listade i Catalogue of Life.